# Ухтинське сільське поселення
Ухти́нське сільське поселення (рос. Ухтинское сельское поселение) — сільське поселення у складі Ульчського району Хабаровського краю Росії.
Адміністративний центр та єдиний населений пункт — село Ухта.

## Населення
Населення сільського поселення становить 132 особи (2019; 156 у 2010, 176 у 2002).